# غوجكو سيمروت
غوجكو سيمروت (19 ديسمبر 1992 تريبينيي البوسنة والهرسك - ) هو لاعب كرة قدم بوسني، يلعب كلاعب وسط.

## روابط خارجية
- غوجكو سيمروت على موقع الاتحاد الدولي (مؤرشف)  (الإنجليزية)
- غوجكو سيمروت على موقع الاتحاد الأوربي (الإنجليزية)
- غوجكو سيمروت على موقع قاعدة بيانات كرة القدم.إي يو (الإنجليزية)
- غوجكو سيمروت على موقع ناشيونال فوتبول تيمز (الإنجليزية)
- غوجكو سيمروت على موقع Soccerway.com (الإنجليزية)
- غوجكو سيمروت على موقع عالم كرة القدم.نت (الإنجليزية)
- غوجكو سيمروت على موقع AS.com (الإسبانية)